# NGC 98
NGC 98은 극락조자리 방향에 있는 나선 은하이다.